# Kuchnia polska

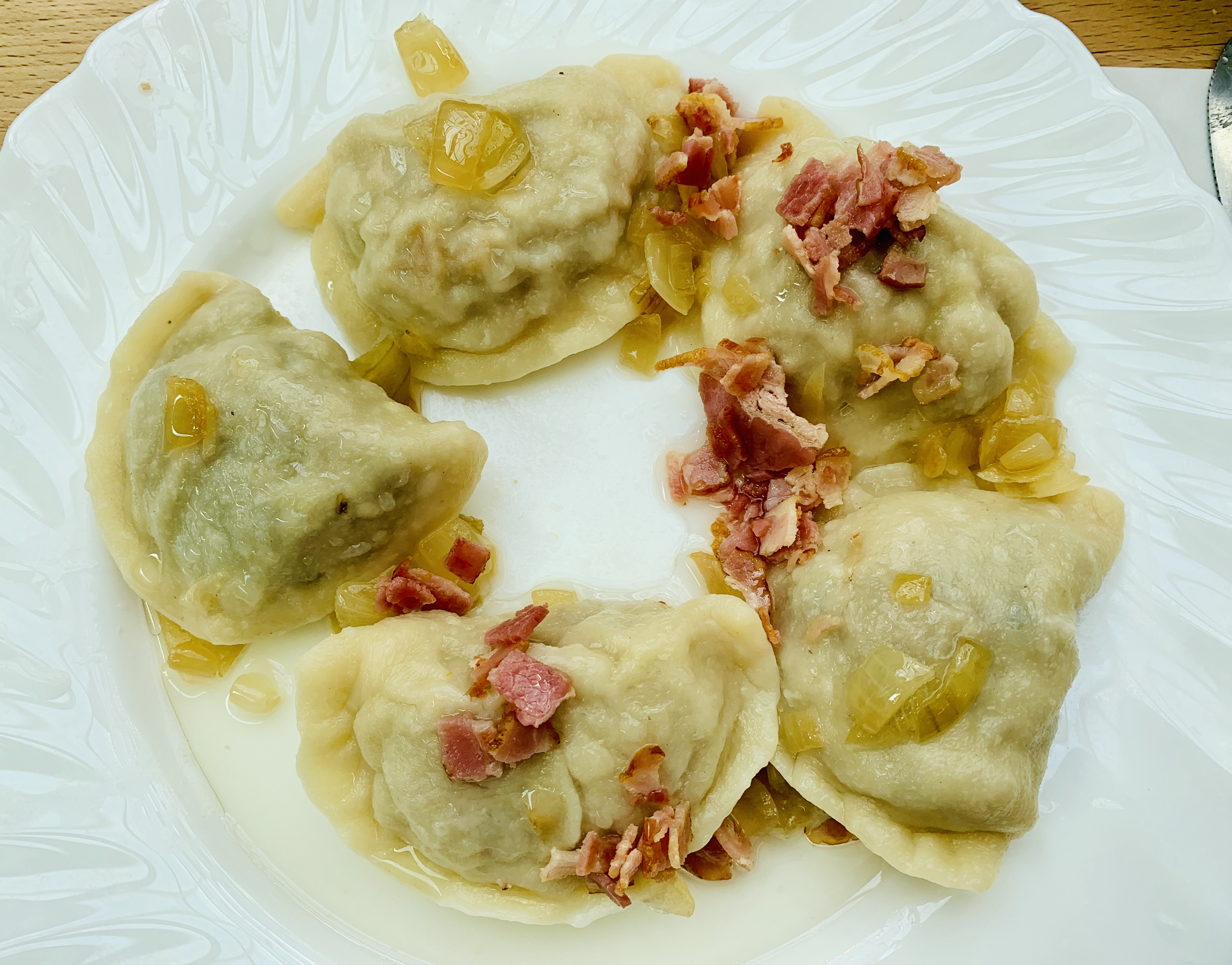
Pierogi – potrawa typowa dla kuchni polskiej

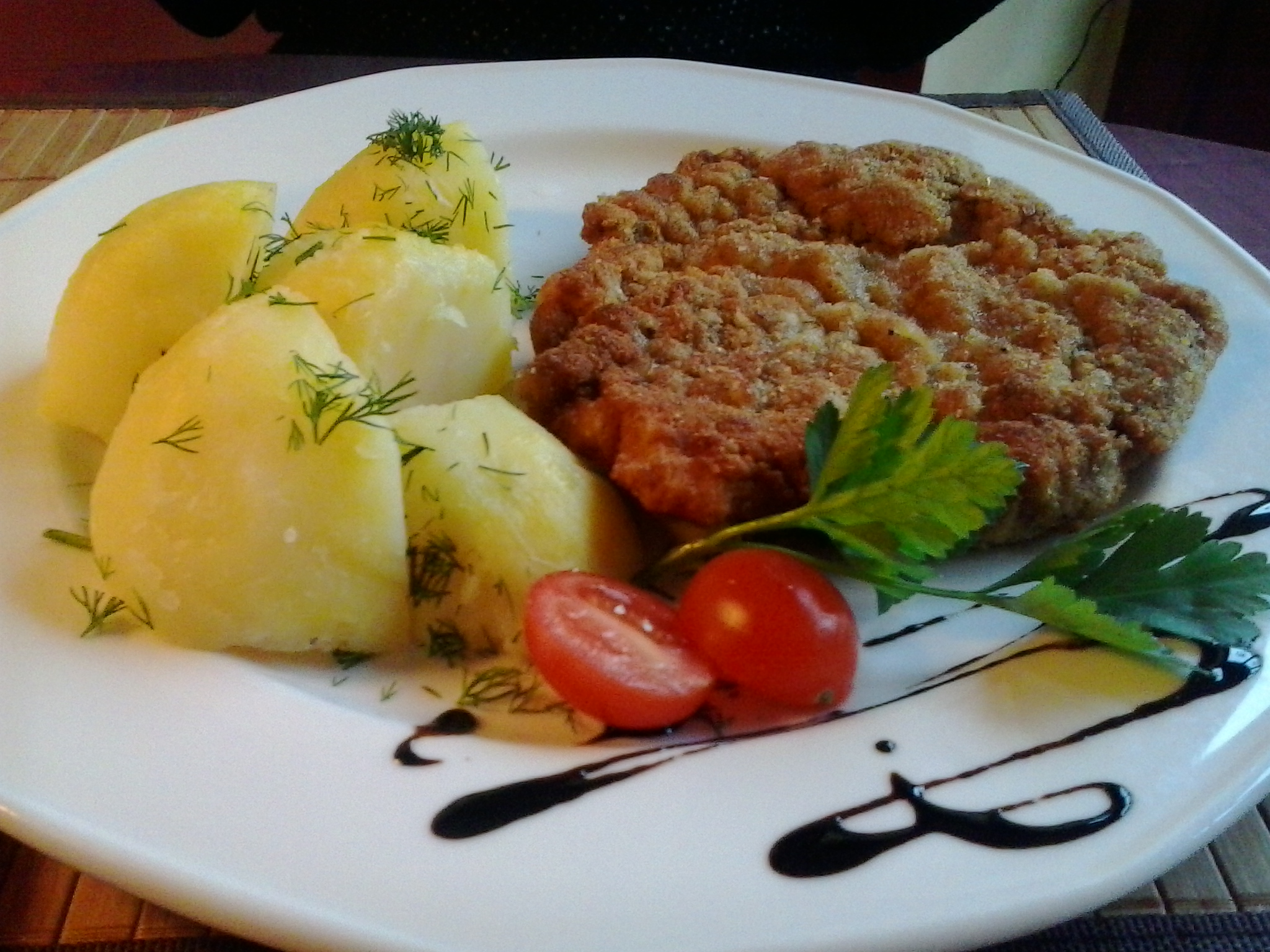
Kotlet schabowy z ugotowanymi ziemniakami

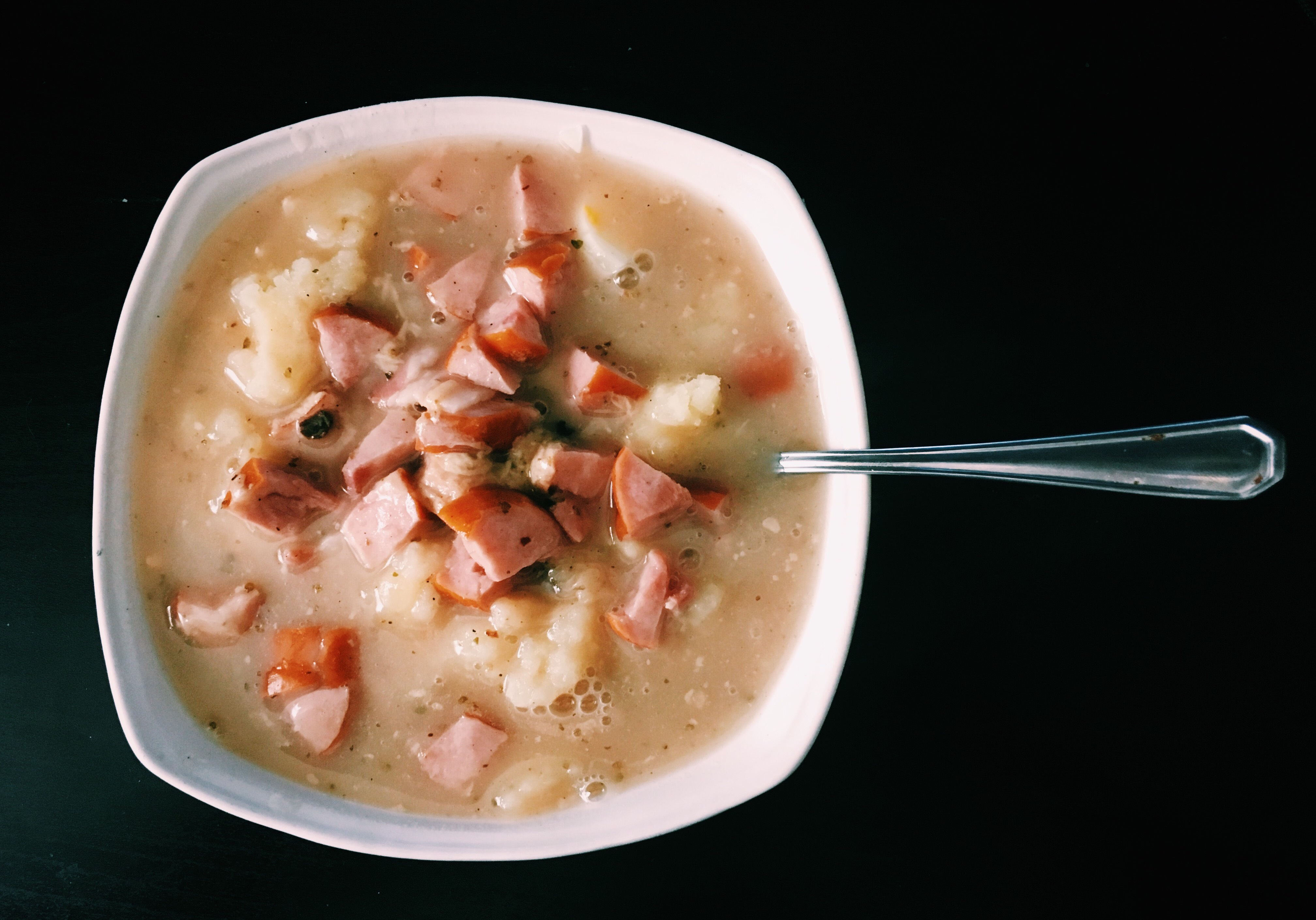
Żurek – popularna polska zupa

Kuchnia polska – na kształtowanie się swoistych cech kuchni polskiej miały wpływ przemiany historyczne. Na przestrzeni dziejów kuchnia polska ulegała wpływom i zmianom regionalnym, zwłaszcza że tereny Rzeczypospolitej Polskiej historycznie zamieszkiwała zmieniająca się mozaika narodów. W efekcie silne są kulinarne wpływy wschodnie (tatarsko-tureckie, wcześniej mongolskie), rusińskie, niemieckie, francuskie, włoskie i żydowskie.
Najpopularniejsze polskie potrawy to m.in.: pierogi, kasza, kluski, gołąbki, kotlet schabowy, kotlet mielony, bigos, galareta mięsna, golonka, zrazy, zupy (żurek, kapuśniak, krupnik, barszcz czerwony, rosół, zupa pomidorowa, zupa ogórkowa, zupa grzybowa, zupa grochowa, chłodnik), potrawy z kapusty i ziemniaków, pieczywo (chleb żytni, pszenny), ciasta, ser biały, jak i wszelkiego rodzaju mięsa (głównie wieprzowina, drób i wołowina) rozmaicie przygotowane, oraz w mniejszym stopniu ryby morskie i słodkowodne. Specyficznym polskim deserem są faworki, popularne są też inne wypieki, w tym babka, makowiec, sernik, pierniki czy pączki.
Do bardzo charakterystycznych potraw i napojów należą flaki, ogórki kiszone, kapusta kiszona, zsiadłe mleko, maślanka, kefir.
Wśród napojów alkoholowych wódka pędzona ze zbóż i ziemniaków wyparła rozpowszechniony niegdyś miód pitny. Piwo – w Polsce chmielowe, jest napojem tradycyjnym i pospolitym, wino natomiast pija się rzadziej.
Popularnym napojem jest herbata pita często z dodatkiem plasterka cytryny i słodzona cukrem. Herbata przybyła do Polski z Anglii wkrótce po jej pojawieniu się w Europie Zachodniej (dzięki kupcom holenderskim). Rozpowszechnienie jej przypisywane jest jednak zaborcom rosyjskim w XIX wieku: do polskich domów w tzw. Kongresówce trafiły wówczas samowary z Rosji, gdzie herbata niezależnie pojawiła się w postaci daru z Chin na dworze carskim, na ok. 50 lat przed jej rozpowszechnieniem w Holandii. Popularna jest także kawa, powszechnie pita w Polsce od XVIII wieku, także przez niższe warstwy społeczne, jak rzemieślnicy czy zamożne chłopstwo.

## Typowe surowce i potrawy w kuchni polskiej
Zboża

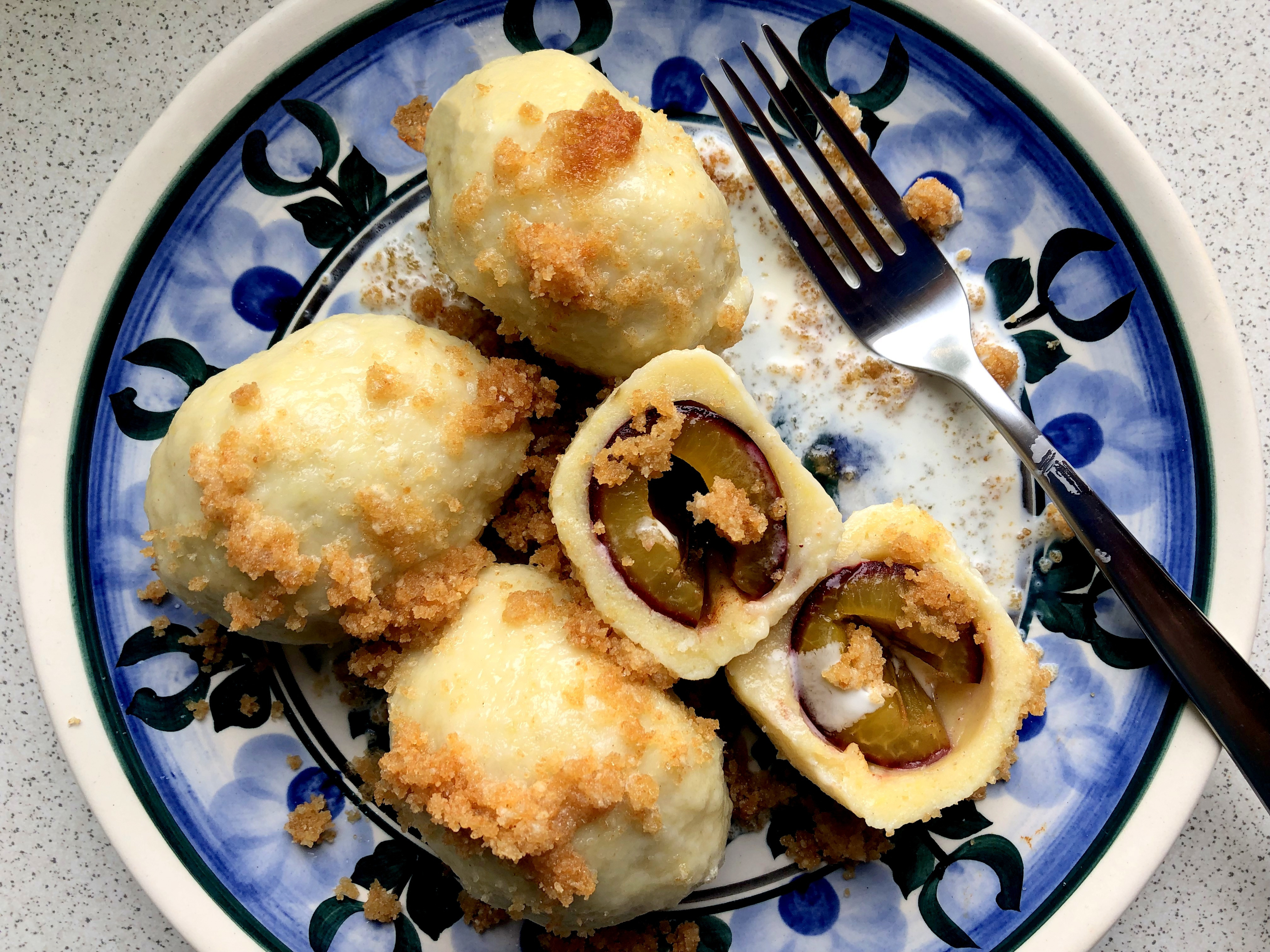
Knedle ze śliwkami

Na tle kuchni innych krajów typowe dla kuchni polskiej i zachodniosłowiańskiej są węglowodany, czyli potrawy zbożowe – kasze, pieczywa i różnorodne potrawy mączne – kluski, pierogi, zupy, sosy czy fermenty. Polska nie jest krajem wyłącznie rolniczo-uprawnym, ale również obficie zalesionym (około 31% pow. lądowej Polski to współcześnie lasy). Kuchnia polska typowo zawiera więc też wiele potraw i surowców z dostępnych produktów runa leśnego (grzyby, owoce, orzechy i zioła). 
Mięso
Wybór mięsa w kuchni polskiej również zależał od zalesienia – w przeciwieństwie do innych krajów jak Francja czy Węgry – w średniowiecznej Polsce nie wyrębywano lasów na pastwiska ani nie wypasano na wielką skalę bydła domowego na mięso. Bydło domowe, trzymane przy obejściach, dawało w Polsce przede wszystkim ceniony przez wszystkie grupy społeczne  nabiał. Dla mięsa hodowano świnie, najczęściej wypasane w przywioskowych lasach, oraz drób; korzystano też z upolowanych zwierząt leśnych. Dlatego mięsa typowe dla kuchni polskiej to potrawy z wieprzowiny, drobiu i rozmaitej dziczyzny – od zajęcy czy ptaków po sarny i dziki – a także ryby słodkowodne. Mało wymagający drób hodowano przy obejściach dla wartościowych i pożywnych jajek, a także łatwo dostępnego mięsa z nadwyżek populacji. Przy uboju zwierząt wykorzystywano wszystkie jadalne części zwierzęcia, w tym podroby i krew, z której robiono kaszankę i czerninę, co jako zabieg kulinarno-oszczędnościowy było znane w całej Europie.
Ryby i raki
Ze względu na historyczne uwarunkowania i tym samym ograniczony dostęp do morza, w kuchni polskiej obecne są przede wszystkim ryby słodkowodne, odławiane z jezior, strumieni, stawów i rzek, a także nieznane w kuchniach zachodnioeuropejskich raki, porównywalne do zagranicznych homarów. Ryba morska w polskiej kuchni to głównie śledź, dający się łatwo zakonserwować solą i dostarczyć do położonych daleko od morza regionów Polski. W polskiej kuchni nie stosowano łatwo psujących się owoców morza jak ostrygi czy krewetki, ani nie jadało się na wielką skalę ikry rybiej, jak ma to miejsce w kuchni rosyjskiej, korzystającej z dostępu do jesiotrów. 
Warzywa i owoce

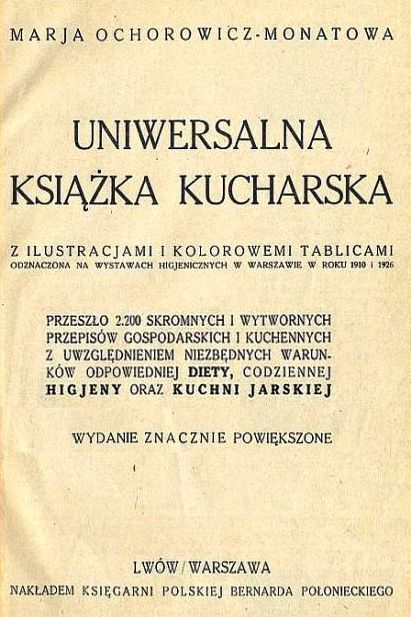
Zbiór przepisów Marii Ochorowicz-Monatowej – Uniwersalna książka kucharska (Lwów 1926)

Typowa dla kuchni polskiej jest za to stosunkowo duża ilość zup i wywarów z lokalnych roślin, zbóż, produktów mięsnych, warzyw lub owoców. Typowymi warzywami w kuchni polskiej, jak u innych zachodnich Słowian, są buraki, różne odmiany kapusty, ogórki, a dawniej także dzikie rośliny jak szczaw, botwinka, mniszek pospolity czy pokrzywy. Dużą rolę w kuchni polskiej odgrywają też warzywa o wysokiej wartości odżywczej i dające się przechowywać przez okres zimowy, czyli rośliny strączkowe od grochu i fasoli po bób, kalarepę i rzepę. W okresie zimowym i na przednówku nierzadkie było wzbogacanie kuchni polskiej oraz paszy zwierzęcej pożywnymi orzechami, żołędziami i buczyną. 
Typowe owoce w kuchni polskiej to jabłka i owoce leśne, a także śliwki, gruszki, wiśnie, nieznane na północy Europy czereśnie, agrest i porzeczki – wszystkich tych owoców używa się do dzisiaj w potrawach, deserach, wypiekach, nalewkach oraz wytwarza się z nich typowe dla polskiej kuchni kompoty oraz powidła. 
Nabiał
W kuchni polskiej ważne jest typowo słowiańskie zastosowanie śmietany (zarówno kwaśnej, jak i świeżej) wszędzie tam, gdzie w kuchniach bałkańskiej i orientalnej występuje jogurt – w kuchni polskiej śmietana jest podstawą sosów, marynat i zup. Mimo kwaszenia śmietany i spożycia zsiadłego mleka, w polskiej kuchni nieznane jest wytwarzanie jogurtu bałkańskiego – za to przyjęto z czasem wytwarzanie tatarskiego kefiru.

Innym ważnym i pożywnym nabiałem w kuchni polskiej, oprócz jajek, jest łatwy w produkcji krowi twaróg, stosowany porównywalnie tak często jak feta w kuchniach bałkańskiej i bliskowschodniej. Nabiał owczy w Polsce znany był przede wszystkim w górach (oscypki, bryndza i inne). Krowie sery żółte i twarde pojawiły się w Polsce po rozpowszechnieniu technologii podpuszczkowej. 
Tłuszcze

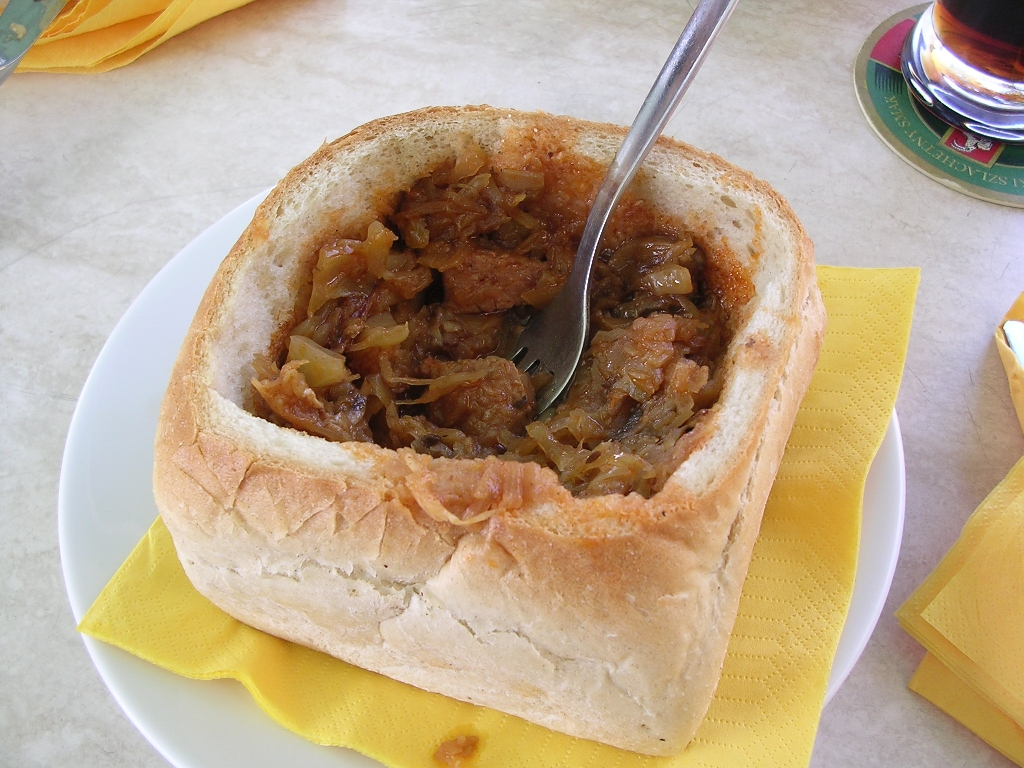
Tradycyjny bigos polski

Typowe tłuszcze w kuchni polskiej to cenne masło (wymagające przechowania i produkcji bardziej skomplikowanej niż kwaszenie śmietany), smalec i skwarki uzyskiwane ze słoniny oraz oleje roślinne, dawniej przede wszystkim olej lniany i olej makowy, dzisiaj głównie rzepakowy. Szybko jełczejące oleje wyciskane z roślin spożywano kiedyś w Polsce bezpośrednio jako sosy i maczanki (np. do sałatek, pieczywa czy placków), a do smażenia, wypieków i potraw przetwarzanych używano trwalszych, i o większej tolerancji na wysokie temperatury, masła i smalcu. Trwały i łatwy w przechowaniu smalec spożywano z chlebem, a skwarki służyły jako okrasa, zwłaszcza w suchych produktach zbożowych.

## Smaki w kuchni polskiej
Typowe dla polskiej kuchni smaki to:
- słony
- solony
- słodki
- lekko fermentowany lub kiszony – np. ogórki, kapusta, zsiadłe mleko, kwas chlebowy

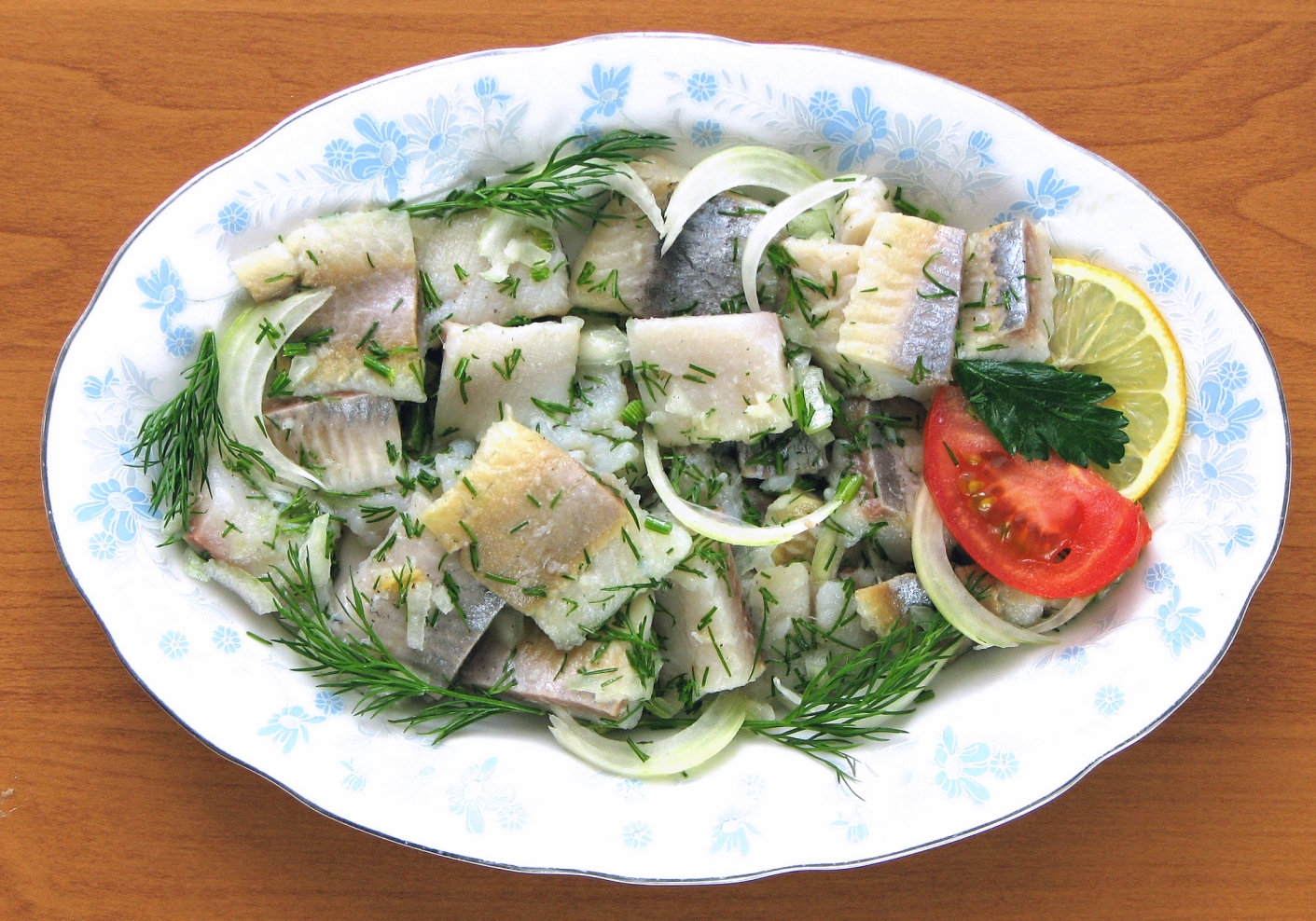
Ryba z koperkiem – przykład dania polskiego

- umiarkowanie ostry – typowy chrzan, nowsza musztarda, szczypiorek, cebula, czosnek i zamorski pieprz
- korzenny
- ziołowy – typowe dla polskiej kuchni przyprawy: jałowiec, chmiel, gorczyca, lubczyk, macierzanka, czarnuszka[2], zamorska gałka muszkatołowa, anyż, kminek
- kwaskowaty – kwaśna śmietana, kapusta i ogórki kiszone
- kwaśno-słodki – uzyskiwany typowo za pomocą jabłek, żurawin i innych owoców dodawanych do potraw

Szeroko stosowanymi i typowymi w kuchniach polskiej i słowiańskiej przyprawami są koperek oraz mak o specyficznych smakach, a kiedyś również siemię lniane.
Smaki ostre i silne w kuchniach polskiej i zachodniosłowiańskiej bywają zazwyczaj łagodzone i dopełniane śmietaną. Stosunkowo mało znane w kuchni polskiej jest redukowanie lub emulgowanie sosów i tłuszczów za pomocą octu, wina lub innego alkoholu. 
Piwo w kuchni polskiej używane było jako pożywna podstawa zup (polewek), a wódki i nalewki są tradycyjnie spożywane osobno jako napoje wyskokowe. Redukcję tłuszczów i ożywienie smaków tłustych potraw otrzymuje się w kuchni polskiej przez dodatek kwaśnej śmietany, kwaskowatych owoców lub warzyw kiszonych czy przypraw umiarkowanie ostrych – chrzanu, cebuli lub musztardy. Octy nie są wytwarzane w kuchni polskiej na bazie kwaśnego wina, tak jak w kuchniach krajów znających winobranie, lecz spirytusu; ocet jest też głównie używany do marynat i konserwacji, ale w stopniu mniejszym niż w innych krajach.

## Historia
Kroniki średniowieczne opisują kuchnię polską jako obfitą, ciężką, korzenną, charakteryzującą się częstym użyciem dużych ilości mięsa i kasz, nie zawsze smaczną. Ówczesna kuchnia polska stosowała olbrzymie, w porównaniu z innymi krajami Europy, ilości przypraw, głównie pieprzu, gałki muszkatołowej i jałowca. Wynikało to z bliskich kontaktów handlowych (przez Lwów) z krajami Orientu, które skutkowały niższymi cenami przypraw. Do czasów dzisiejszych zachowały się wzmianki o aromatycznych, gęstych i bardzo ostrych sosach (jucha szara i jucha czerwona).

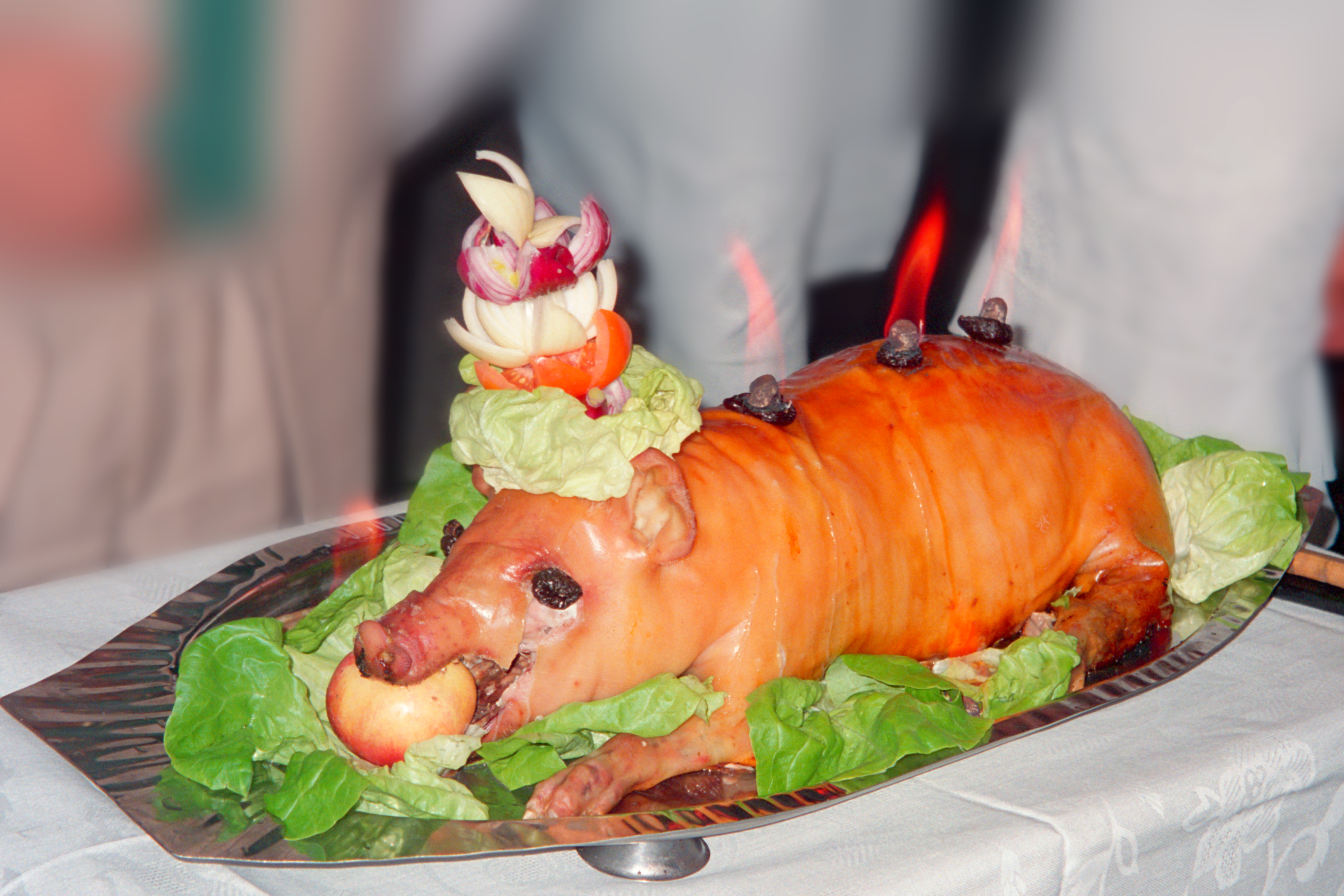
Prosię pieczone

Podstawą tej kuchni – zarówno szlacheckiej, jak i zamożniejszego włościaństwa – było gospodarstwo domowe; kupowano jedynie sól i przyprawy (przede wszystkim pieprz). Spożywano więc to, czego dostarczyły pole, ogród warzywny, sad, obora i kurnik, a nadto zwierzynę upolowaną w lesie i ryby z rzeki lub stawu.
Pisał o tym w Zabawach ziemiańskich Józef Jeżowski:

Dobra bywa pieczenia górna w tłustym wole,

Także gąska pieczona, a kapłon w rosole,

I świeża sztuka mięsa, albo cielęcina,

Głowizna z chrzanem smaczna, z koprem jagnięcina,

Prosię tłuste pieczone, słonina w jarzynie,

W grochu; nie myśli drugi nigdy o zwierzynie,

O rybę zawsze łacno, gdy sadzawki w domu,

Ma dla swojej potrzeby i może dać komu...

Poza tym w powszechnym użyciu były miód (zamiast drogiego zamorskiego cukru trzcinowego), rzepa i groch. Najpopularniejszymi napojami były piwo, wódka i miód pitny, z czasem pojawiło się drogie wino, importowane głównie ze Śląska i Węgier, ale także – drogą morską – z Francji, Hiszpanii, Portugalii i Włoch.

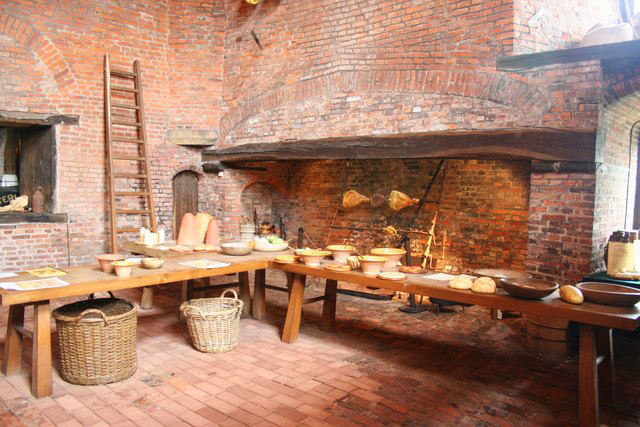
Zamkowa kuchnia w późnym średniowieczu

Bogaty obraz kuchni staropolskiej dostarczył Guillaume Le Vasseur de Beauplan, francuski arystokrata, kartograf, budowniczy i pisarz, który zwiedzał Polskę pozostawiając po sobie Déscription de l’Ukrainie, qui sont plusieurs provinces du Royaume de Pologne, Contenuës depuis les confins de la Moscovie, jusques aux limites de la Transilvanie. Ensemble leurs moeurs, façcons de vivres et de faire la Guerre, czyli „Opisanie Ukrainy, którą tworzą liczne prowincje Królestwa Polskiego leżące pomiędzy granicami Moskowii i Transylwanii. Wraz z wiadomościami o zwyczajach, sposobie życia i prowadzenia wojny jej mieszkańców”. Jego zdaniem na codziennym szlacheckim stole obecne były: kwaśna kapusta z wędzoną słoniną, kasza jęczmienna, pierogi i kluski z serem, łazanki i potrawa obecnie całkiem zapomniana – groch utarty ze słoniną, który uchodził za wyjątkowy przysmak i za naganne uważano przyjęcie, które nie kończyło się tym daniem.
Do tej samowystarczalnej kuchni staropolskiej zaczęły z biegiem czasu przenikać nowinki z zagranicy. Duży wkład w rozwój polskiej kuchni wniosła królowa Bona, która w roku 1518 przywiozła ze sobą włoskich kucharzy. Wcześniej zapoznawali się z tą kuchnią podróżujący do Rzymu, Padwy czy Bolonii przedstawiciele bogatej szlachty i magnaterii. Krytykowano ją początkowo: znana była opowieść o pewnym szlachcicu, który przedwcześnie powrócił z Włoch, bo obawiał się, że w zimie sianem go będą karmić, skoro w lecie je trawę (sałatę).
Mikołaj Rej, wróg nowinek, sławił kuchnię domową, pożywną i zawiesistą, lecz prostą, pisząc z przekonaniem o chlebie nadobnym, jarzynkach pięknie przyprawionych, krupeczkach bieluchnych a drobniuczko usianych, o kureczkach tłuściuchnych podanych na obrusku białym, na miseczce nadobnie uchędożonej, wyrzekając przy tym na zagraniczne wymysły, które zaczynały wdzierać się do staropolskiej kuchni, jak rozmaite przysmaki, co je sapory zowią, potrząski rozliczne, żufeczki, wymyślne pieścidełka, pozłociste główki, torty i kreple, limonie i kapary.
Innym czynnikiem szerzenia się obcych wpływów kulinarnych były klasztory. Poszczególne zakony miały swe domy macierzyste we Włoszech, Hiszpanii, Francji, w Niemczech i utrzymywały z nimi bliskie kontakty, także kulinarne. Klasztory nie były zamknięte dla bogatych gości, a potrawy oferowane w czasie wystawnych uczt docierały z czasem na ziemiańskie stoły. Nie bez znaczenia były też wpływy kuchni wojskowych cudzoziemskiego autoramentu oraz zdobycze w plądrowanych taborach pokonanego przeciwnika. Wacław Potocki w „Moraliach” tak opisuje zdobycz po pobiciu Tatarów:

Znaczną zdobycz Polacy, skoro ordę spłoszą,

Odbiwszy kamieniecką zacharę odnoszą:

W ryżach, rodzynkach, figach, w kawie i tiutiudzie,

W daktylach, konfiturach, w cukrze abo w miódzie...

Niektóre z tych orientalnych smakołyków (zwłaszcza słodycze) na stałe zagościły na polskich stołach. Łupem wojennym padały też suszone mięsa, wędliny i marynaty. Gdy ich w latach pokoju zabrakło, sprowadzali je do polski lwowscy i zamojscy Ormianie mający bliskie kontakty z Bałkanami i Stambułem, a ryby morskie docierały poprzez Rygę, Elbląg i Gdańsk – znad Bałtyku.
W kuchni polskiej mięsa konserwowano przede wszystkim łatwo dostępną solą kopalną, za pomocą suszenia, kiszenia lub lekkiej fermentacji, oraz z dużą ilością przypraw korzennych, co miało wpływ na smak potraw. Po wprowadzeniu nowych technologii chłodniczych i konserwowych w XX wieku, solenie, suszenie i kiszenie zachowano w kuchni polskiej przede wszystkim dla tradycyjnego smaku.
Ziemniaki w Polsce szlacheckiej nie były jeszcze znane. Wprawdzie w książce Czernieckiego spotkać można tertofelle, które pieczono w popiele i pokrajane w talarki smażono, ale była to potrawa zamorska, trafiająca jedynie na pańskie stoły; dopiero za Augusta III zaczęli uprawiać je osadnicy sascy w dobrach królewskich, a za nimi (pod koniec XVIII wieku) inni.
Z napojów typowych dla kuchni polskiej znane były wywary ziołowe, kwasy chlebowe, kompoty, wódki i nalewki owocowe, miód sycony i piwo, przy czym piwo używane było kiedyś również w potrawach postnych, a mianowicie w polewkach, o których tak pisał Mickiewicz:

Panie starsze już wcześniej wstawszy piły kawę,

Teraz drugą dla siebie zrobiły potrawę

Z gorącego, śmietaną bielonego piwa,

W którym twaróg gruzłami posiekany pływa

Do napojów doszła z czasem herbata, równie popularna jak w kuchni rosyjskiej, a po kampanii wiedeńskiej w Polsce pojawiła się też kawa turecka, droższa, rzadziej dostępna, szybciej wietrzejąca i przez to mniej popularna od herbaty.
Pierwszą zachowaną (i dotychczas odnalezioną) polską książkę kucharską „Compendium Ferculorum albo zebranie potraw” napisał Stanisław Czerniecki w 1682 roku. Dopiero wiek później, bo w roku 1786, ukazała się kolejna wielka praca tego rodzaju – dzieło Wojciecha Wielądka pt. „Kucharz doskonały”, niezwykle popularne i wielokrotnie wznawiane.
Upodobania kulinarne Stanisława Augusta zapoczątkowały modę na kuchnię stosunkowo wyrafinowaną, łączącą francuskie i polskie tradycje kulinarne. Uczeń sławnego królewskiego kuchmistrza Paula Tremona – Jan Szyttler był autorem pierwszych systematycznych książek kucharskich na ziemiach polskich.
Najstarsze potrawy, które można by uznać za tradycyjnie polskie i jednocześnie wciąż popularne, znane są dzisiaj głównie z przepisów autorów XIX-wiecznych książek kucharskich, takich jak Lucyny Ćwierczakiewiczowej, które z kolei zostały zaczerpnięte z XVIII-wiecznych kalendarzy ziemiańskich, będących odzwierciedleniem zwyczajów żywieniowych polskiej szlachty zaściankowej doby schyłku Rzeczypospolitej.

## Potrawy tradycyjne
- baba (babka) wielkanocna
- barszcz czerwony

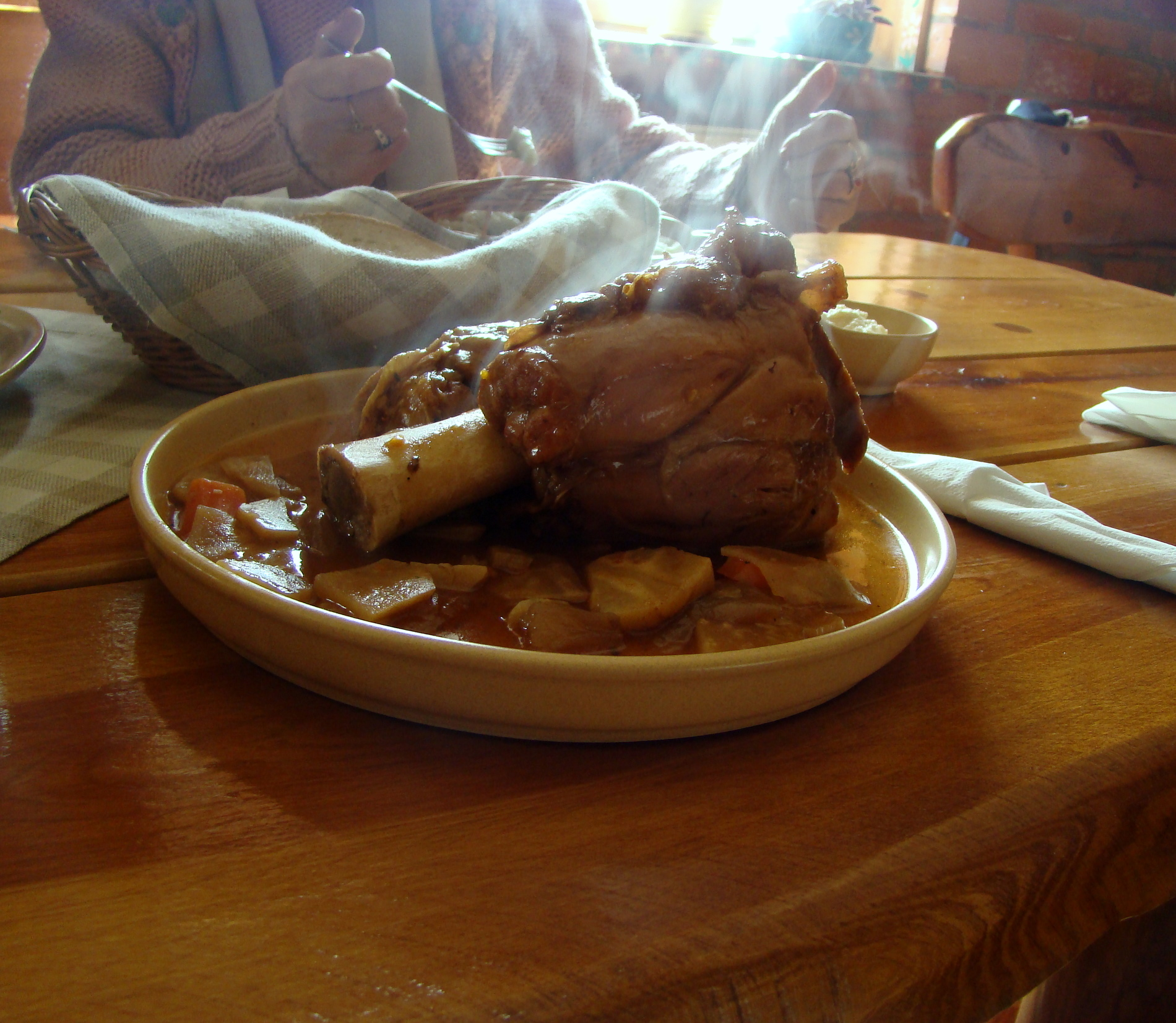
Gicz cielęca serwowana w gospodzie

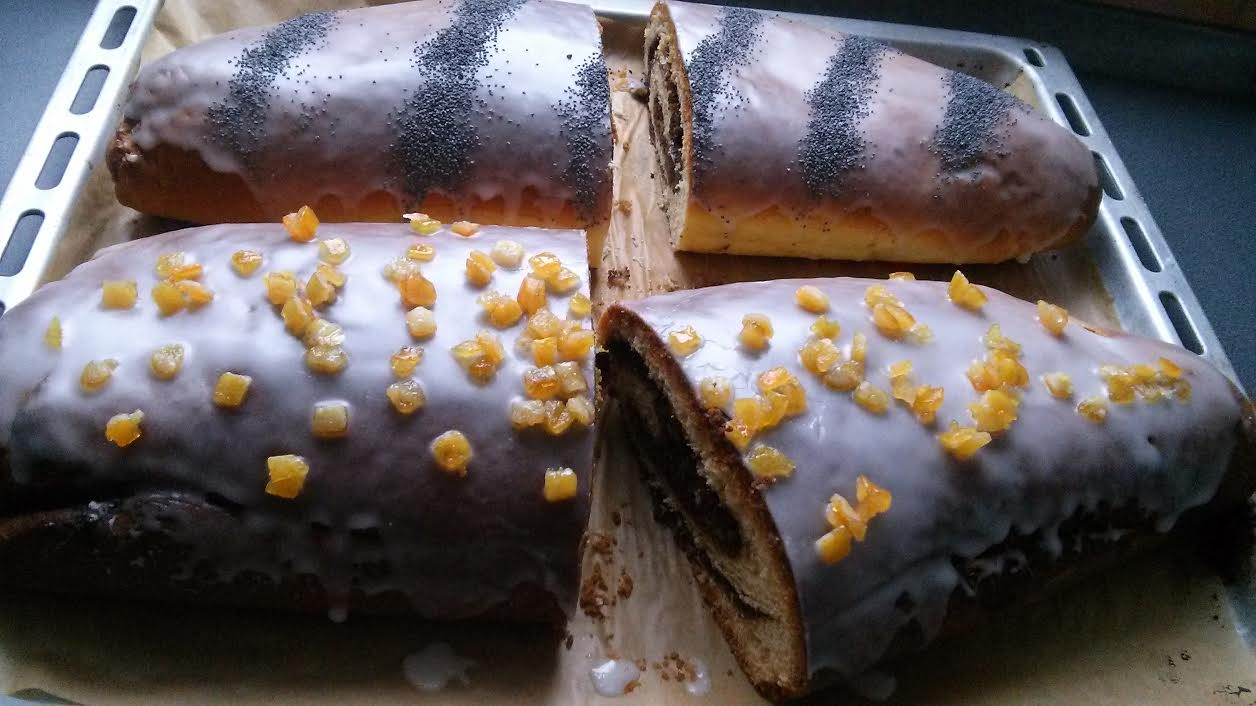
Słodkie wypieki – makowce

- zupy z zakwasem z mąki: żurek, barszcz biały, zalewajka
- bigos
- chłodnik litewski
- czernina
- faworki
- grochówka
- galareta drobiowa lub wieprzowa
- jarzyny po polsku (à la polonaise) – warzywa gotowane w wodzie, podawane z bułką tartą zarumienioną na maśle
- karp, sandacz po polsku, węgorz i inne ryby słodkowodne
- kapusta kiszona i ogórek kiszony
- kapuśniak
- kasza gryczana i rozmaite inne kasze
- kaszanka
- kluski – także pyzy i kołduny (np. z kiszoną kapustą, jagodami, twarogiem czy skwarkami)
- kompot – chłodny napój owocowy
- kopytka – rodzaj klusek
- kutia – jadana dziś głównie na Wigilię
- makowiec
- mazurki – jadane dziś głównie na Wielkanoc
- nalewka
- pączki
- piernik
- pierogi
- racuchy
- rolada
- rosół z kością lub bez, gotowany wywar na mięsie lub z samych warzyw
- szary sos polski – znany pod tą nazwą w całej Europie XVII w.
- wątroba siekana smażona
- zupa grzybowa
- zupa ogórkowa
- zupa szczawiowa

Potrawy o nowszym rodowodzie, często wspólne z kuchniami niemiecką, włoską i francuską, ale obecnie bardzo charakterystyczne dla polskiej kuchni i jadane na terenie całego kraju:
- befsztyk tatarski – popularna potrawa z surowego mięsa
- golonka gotowana – popularna także w Niemczech (zwana Schweinehaxe)
- gulasz – i inne potrawy z papryką, znane z Węgier i Bałkanów
- flaczki
- kalafior gotowany, podawany z zasmażką z masła i bułki tartej (patrz: jarzyny po polsku)
- mizeria – pochodząca z Francji, podawana do kurczaka smażonego lub pieczonego
- naleśniki – potrawa wykształcona pod wpływem francuskim z dawnych placków i podpłomyków
- kotlet schabowy w panierce, podawany z warzywami i ziemniakami (podobny do sznycla wiedeńskiego)
- spaghetti i makarony włoskie
- ryż pieczony na słodko z jabłkami i cynamonem
- stek – pochodzący z Francji
- szpekuchy – potrawa kuchni kresowej, pieczone pierożki ze smalcem[12][13],
- sztuka mięsa z sosem – gotowana wołowina podawana w sosie chrzanowym
- ziemniaki – we wszelkich postaciach (gotowane, smażone, także kluski i placki), które przeważnie zastąpiły kasze
- zupa pomidorowa – zupa włoska, często z polskimi kluskami lanymi albo z ryżem czy makaronem

## Współczesna kuchnia polska

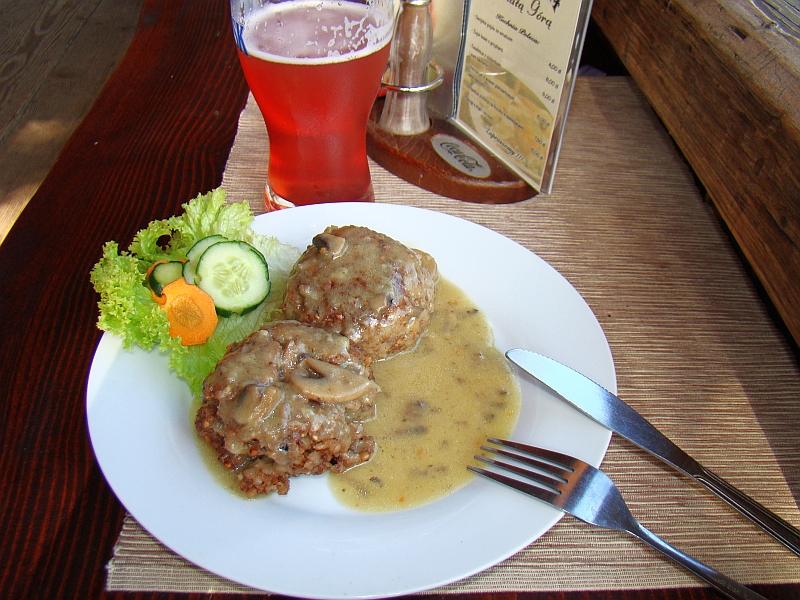
Hreczniaki (hreczki) – regionalne kotlety mielone z kaszy gryczanej i mięsa wieprzowego

Współczesna kuchnia polska różni się od dawniejszej tym, że podstawa pożywienia, czyli kasze, została zastąpiona przez ziemniaki, a potrawy z dziczyzny zastępuje się dziś wieprzowiną i drobiem hodowlanym. Bardzo dużą popularność zdobyły także pomidory, a w czasach nowszych papryki. Zwiększyło się też spożycie dostępnego dzisiaj codziennie mięsa, a zmniejszyło podrobów. Z buraków białych zaczęto stosunkowo niedawno w Polsce produkować tani cukier, który wyparł i zastąpił miód w wypiekach i deserach.
Jak ma to miejsce w narodowych kuchniach innych krajów, w polskiej kuchni występują pewne specjalności regionalne, zależne od surowców dostępnych geograficznie – ryby morskie na Pomorzu czy nabiał owczy w górach, ryby z jezior mazurskich, winogrona dolnośląskie czy grzyby wielkopolskie.
Podczas rozbicia rozbiorowego różnice regionalne zwiększyły się, gdy kuchnie zaadaptowały potrawy i nazewnictwo z nacji panujących nad Polską. Przykładowo kuchnia śląska, ze względu na od wieków wielonarodowościowy charakter Górnego Śląska nie jest jednolita w charakterze, tylko do dziś czerpie z wpływów kuchni czeskiej i innych Słowian, kuchni austriackiej i kuchni niemieckiej.
Poszczególne regiony polskie mają dzisiaj charakterystyczne dla siebie jadłospisy obiadowe – np. kojarzony ze Śląskiem rosół (nudelzupa), a na drugie danie rolada z kluskami i modrą kapustą, „warszawskie” flaczki i schabowy z kapustą i ziemniakami, wielkopolskie potrawy (ajntopf, galareta mięsna znana jako auszpik lub „zimne nóżki”, myrdyrda, pyzy, gzik), czy lubelskie pierogi z kaszą gryczaną i białym serem.
Poza niektórymi produktami kuchni regionalnych, specjalności kuchni polskiej są znane i spożywane powszechnie w całym kraju. Różnice regionalne występują przede wszystkim w nazewnictwie typowych produktów i tych samych potraw w całej Polsce, np. pyzy drożdżowe (kluski na parze) znane są na Śląsku jako buchty, gdy nazwa pyzy przysługuje na Śląsku kluskom ziemniaczanym. Typowa zupa jak barszcz różni się też nieco składem i przyrządzaniem zależnie od regionu, zawsze jednak zawiera podstawowe buraki.

Poza granicami krajowymi kuchnia polska znana jest dzisiaj przede wszystkim z dużej różnorodności wędlin (np. „Polish sausage” w Stanach Zjednoczonych) oraz wódki.

## Regionalna kuchnia polska
- kuchnia wielkopolska
- kuchnia pomorska
- kuchnia śląska
- kuchnia galicyjska
- kuchnia lubelska
- kuchnia polska (książka)